# Campeonato Mundial de Ciclismo en Pista de 1948

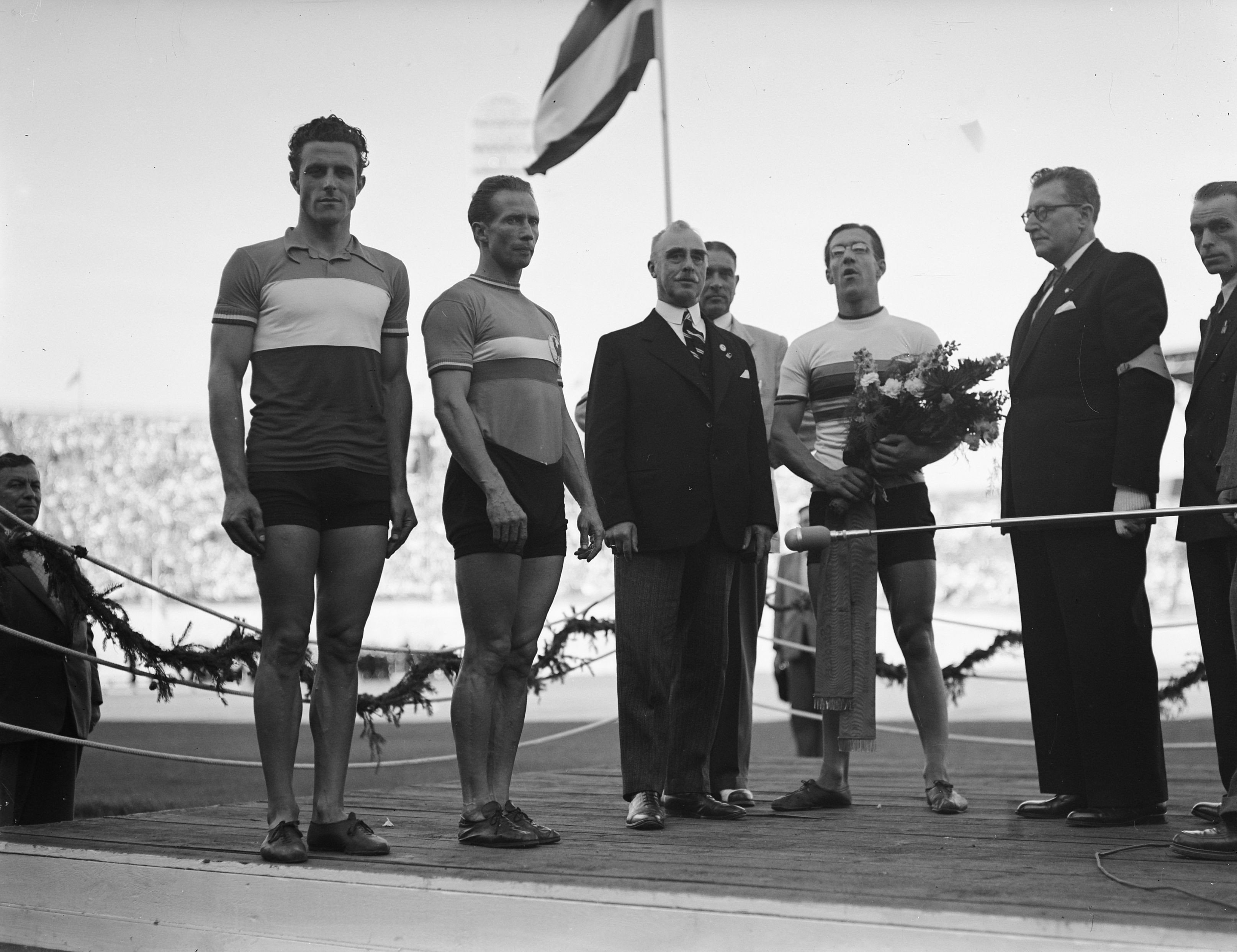
Campeonato Mundial de Pista Homenaje a Van Vliet, 29 de agosto de 1948.

El XLV Campeonato Mundial de Ciclismo en Pista se celebró en Ámsterdam (Países Bajos) entre el 23 y el 29 de agosto de 1948 bajo la organización de la Unión Ciclista Internacional (UCI) y la Federación Neerlandesa de Ciclismo.
Las competiciones se realizaron en el Estadio Olímpico de la capital neerlandesa. En total se disputaron 5 pruebas, 3 para ciclistas profesionales y 2 para ciclistas amateur.

## Medallistas

### Profesional
| Evento                 | Oro                           | Plata                  | Bronce                      |
| ---------------------- | ----------------------------- | ---------------------- | --------------------------- |
| Velocidad individual   | Arie van Vliet · Países Bajos | Louis Gérardin Francia | Georges Senfftleben Francia |
| Persecución individual | Gerrit Schulte · Países Bajos | Fausto Coppi · Italia  | Antonio Bevilacqua · Italia |
| Medio fondo            | Jean-Jacques Lamboley Francia | Elia Frosio · Italia   | August Meuleman · Bélgica   |

### Amateur
| Evento                 | Oro                    | Plata                     | Bronce                      |
| ---------------------- | ---------------------- | ------------------------- | --------------------------- |
| Velocidad individual   | Mario Ghella · Italia  | Axel Schandorff Dinamarca | Reginald Harris Reino Unido |
| Persecución individual | Guido Messina · Italia | Jacques Dupont Francia    | Charles Coste Francia       |

## Medallero
| Núm. | País         | Oro | Plata | Bronce | Total |
| ---- | ------------ | --- | ----- | ------ | ----- |
| 1    | Italia       | 2   | 2     | 1      | 5     |
| 2    | Países Bajos | 2   | 0     | 0      | 2     |
| 3    | Francia      | 1   | 2     | 2      | 5     |
| 4    | Dinamarca    | 0   | 1     | 0      | 1     |
| 5    | Bélgica      | 0   | 0     | 1      | 1     |
| 5    | Reino Unido  | 0   | 0     | 1      | 1     |
|      | TOTAL        | 5   | 5     | 5      | 15    |